# Cyrill Bühler
Cyrill Bühler (* 4. November 1983 in Zürich) ist ein ehemaliger Schweizer Eishockeyspieler, der über viele Jahre für die Kloten Flyers und ZSC Lions in der Schweizer National League A aktiv war.

## Karriere
Cyrill Bühler begann seine Karriere als Eishockeyspieler bei den Kloten Flyers, für die er von 2001 bis 2008 insgesamt sieben Jahre lang in der Nationalliga A spielte. Zuvor war er bereits im Juniorenbereich bei den Flyers aktiv gewesen. Im Sommer 2008 wechselte der Angreifer zu Klotens Ligarivalen, den ZSC Lions, mit denen er in der Saison 2008/09 die erste Ausgabe der Champions Hockey League gewann. Bühler steuerte in sechs Spielen drei Tore zum Erfolg bei. Im Januar 2013 unterschrieb er einen Vertrag bei seinem Stammverein, der ab der Saison 2013/14 galt.
Nach der Saison 2014/15 beendete er seine Karriere nach 604 NLA-Partien aufgrund von Schulterproblemen.

### International
Für die Schweiz nahm Bühler an der U18-Junioren-Weltmeisterschaft 2001 sowie der U20-Junioren-Weltmeisterschaft 2003 teil. Bei der U18-Weltmeisterschaft gewann er mit seiner Mannschaft die Silbermedaille.

## Erfolge und Auszeichnungen
- 2009 Champions-Hockey-League-Gewinn mit den ZSC Lions
- 2009 Victoria-Cup-Gewinn mit den ZSC Lions
- 2012 Schweizer Meister mit den ZSC Lions

### International
- 2001 Silbermedaille bei der U18-Junioren-Weltmeisterschaft

## Karrierestatistik
(Legende zur Spielerstatistik: Sp oder GP = absolvierte Spiele; T oder G = erzielte Tore; V oder A = erzielte Assists; Pkt oder Pts = erzielte Scorerpunkte; SM oder PIM = erhaltene Strafminuten; +/− = Plus/Minus-Bilanz; PP = erzielte Überzahltore; SH = erzielte Unterzahltore; GW = erzielte Siegtore; 1 Play-downs/Relegation; Kursiv: Statistik nicht vollständig)